# Трактрак попелястий
Трактра́к попелястий (Emarginata schlegelii) — вид горобцеподібних птахів родини мухоловкових (Muscicapidae). Мешкає в Південній Африці. Вид названий на честь німецького орнітолога Германа Шлегеля.

## Опис

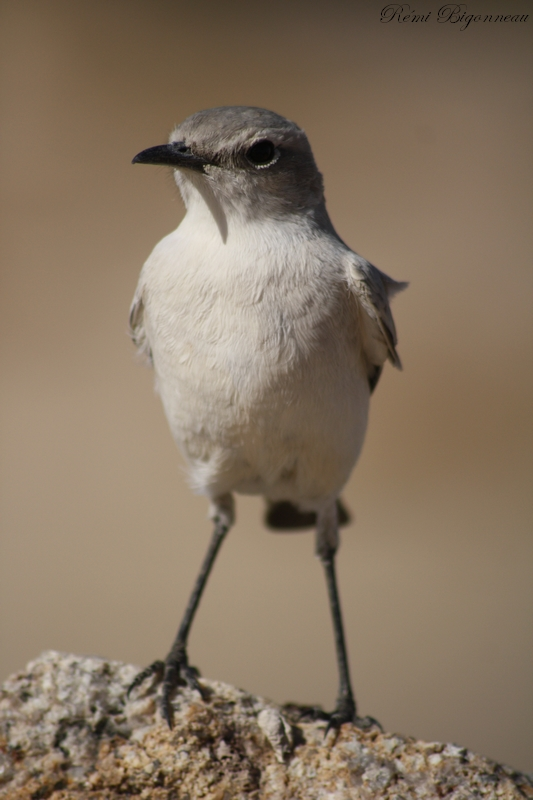
Попелястий трактрак

Довжина птаха становить 16-18 см, вага 32 г. Верхня частина тіла сіра, за очима руді плями. Хвіст чорний, крайні стернові пера білі. Нижня частина тіла біла. Очі темні, дзьоб короткий, прямий, лапи чорні. Виду не притаманний статевий диморфізм. У молодих птахів голова і спина поцятковані охристими плямами, а нижня частина тіла поцяткована лускоподібним візерунком. Вокалізації — крики «чак-чак» і «тррат-тррат».

## Підвиди
Виділяють чотири підвиди:
- E. s. benguellensis (Sclater, WL, 1928) — прибережні райони на південному заході Анголи (на південь від Бенгели) і на північному заході Намібії;
- E. s. schlegelii (Wahlberg, 1855) — прибережні райони Намібії (від західного Дамараленда до гір Еронго[en]);
- E. s. namaquensis (Sclater, WL, 1928) — південь Намібії і південний захід ПАР;
- E. s. pollux (Hartlaub, 1866) — захід і центр ПАР (на схід до західного Фрі-Стейта).

## Поширення і екологія
Попелясті трактраки мешкають в Анголі, Намібії і Південно-Африканській Республіці. Вони живуть в сухих чагарникових заростях кару та на сухих луках. Зустрічаються поодинці або парами. Живляться комахами, зокрема металиками, бджолами, осами, сараною і мурахами, яких шукають на землі. Попелясті трактраки є моногамними птахами, утворють пари на все життя. Гніздо чашоподібне, робиться з сухої трави і листя, розміщується на землі, зазвичай під чагарником. В кладці від 2 до 4 зелених яєць.